# 天海源一郎
天海 源一郎（てんかい げんいちろう、1968年 - ）は、株式ジャーナリスト・個人投資家。個人投資家が「儲けを追求するため」の活動をしている。具体的には各地での講演、執筆、投資に関連したプロデュース等を続けている。

## プロフィール
1968年、大阪市阿倍野区に生まれる。関西大学社会学部を卒業後、ラジオたんぱ（現・ラジオNIKKEI）に入社。東京証券取引所の兜倶楽部記者、株式市況アナウンサーなどを経て、2004年に独立。現在各地で投資家ならではの目線で株式やゴールドなどの投資に関する執筆活動・講演活動・セミナー活動を続ける。
各種IRイベントや、証券会社主催のセミナーを多くプロデュースし、企画広告・宣伝といった企業のセールスプロモーションも請け負うなど、マルチな才能を発揮している。
個人投資家が儲けるための投資の啓蒙をライフワークとする。座右の銘は「人の逆」。
ほぼ日刊で発行しているメールマガジン「天海のつぶやき」は、投資に関するトピックはもちろん、時事問題やディープな音楽ネタなどバラエティに富んだ内容で、様々な分野への造詣の深さがうかがえる。
現在、『夕刊フジ』にて毎週木曜日に、「天海源一郎の木曜は株式フジ」を連載中（2010年10月～）。また2010年7月より、有料メルマガ配信サービス「foomii」より、有料メルマガ「“ミスターストップ高” 天海源一郎の「短期狙い株」特急便」を配信している。
この他、『週刊文春』『週刊現代』『FRIDAY』『サンデー毎日』等の週刊誌や『ネットマネー』等のマネー誌、ウェブマガジンなどの様々なメディアで「株・投資のご意見番」として活躍している。
最新刊はムック『天海源一郎の“株” 新日本ど真ん中沸騰銘柄88』（廣済堂出版）（2014年3月）
『週刊現代』誌上で、株式評論家による銘柄バトルが行われ、そこで掲げた銘柄がストップ高を連発したことから、「Mr.ストップ高」と呼ばれるようになった。
天海源一郎はペンネーム。プロレスラーの天龍源一郎のファンではあるが、ペンネームとは無関係。

## 主な活動

### 現在の連載
- 『夕刊フジ』・毎週木曜日「天海源一郎の木曜は株式フジ」
- 有料メルマガ「“ミスターストップ高” 天海源一郎の「短期狙い株」特急便」月・水・金に配信（有料メルマガ配信サービス・フーミー「foomii」より）

### ニコニコ生放送
2011年10月6日-2012年3月 イジリー&柏木&天海の「他人まかせでは儲かりまへん」

### ラジオ
2007年10月～2008年3月『長原成樹　天海源一郎の夕刊マーケット』（KBS京都ラジオ）

### インターネット （ウェブマガジン）
2013年「Yahoo！ファイナンス」
2006年～2013年「Yahoo！月刊チャージャー」
2007年～2008年「オーマイニュース」
2008年「株ココロ」

### 取材・執筆
－雑誌－
『週刊文春』（文芸春秋）
『週刊現代』（講談社）
『週刊朝日』（朝日新聞社）
『サンデー毎日』（毎日新聞社）
『FRIDAY』（講談社）
『FLASH』（光文社）
『週刊プレイボーイ』（集英社）
『sabra』（小学館）
『宝島』（宝島社）
『別冊宝島』（宝島社）
『SPA!』（扶桑社）
『￥en SPA!』（扶桑社）
『サイゾー』（サイゾー）
『BIGtomorrow』（青春出版社）
『THE21』（PHP研究所）
『PHPカラット』（PHP研究所）
『PHPほんとうの時代』（PHP研究所）
『トップが語る　仕事の指針・心の座標軸』（PHP研究所編）
『CIRCUS』（KKベストセラーズ）
『ザ・ベストマガジン』（KKベストセラーズ）
『日経マネー』（日経ホーム出版社）
『ネットマネー』（廣済堂出版）
『今、この株を買おう』（実業之日本社）
『銘柄スクリーニングで見つける秋冬相場大ヒット候補株』（実業之日本社）
『お金の教科書シリーズ～凄腕プロ85人の儲かる株！238銘柄』（廣済堂出版）
『ダカーポ』（マガジンハウス）
－ウェブマガジン－
『VAIO Owner’s Pass Magazine』（ソニー　ウエブマガジン）
－フリーペーパー－
『Ｒ25』（リクルート）
『ＯＣＮシアタープレス』（ＮＴＴコミュニケーションズ）
『pronto pronto?』（プロントコーポレーション）	

### 講師
2008年～2010年　ビジネス・ブレークスルー大学院　株式資産形成講座

## 主な著作
- 『これならわかる株のはじめ方 ― +成功する育て方・コツ』　2004年10月　成美堂出版　ISBN 441502825X
- 『ズバリわかる!株価チャートの読み方・使い方』　2005年4月　成美堂出版　ISBN 4415029965
- 『株!プチリッチ生活!副業投資で年に200万円儲け続けた私の方法 ― サラリーマン・OL・主婦でもできる!』　2005年4月　明日香出版社　ISBN 4756908640
- 『新興市場で30万円を5000万円にする株式投資』　2005年7月　成美堂出版　ISBN 4415030726
- 『[図解]60分でわかる株式投資のコツとツボ』　2005年11月　PHP研究所　ISBN 4569646026
- 『データが読めれば株は儲かる! 』　2005年11月　成美堂出版　ISBN 4415031528
- 『ストップ高のカリスマ天海源一郎の3勝7敗でももうかる!非常識な株ドリル』　2006年3月　学研　ISBN 4056043450
- 『株で儲ける人の頭の中 ― Mr.ストップ高が書いた』　2006年3月　幻冬舎　ISBN 4344011236
- 『人とは違う株のやり方 ― Mr.ストップ高が明かす』　2006年9月　幻冬舎　ISBN 4344012372
- 『Mr.ストップ高が明かす　株で「本当に儲けられる人」の条件』　2007年3月　実業之日本社　ISBN 4408106836
- 『50才からはじめる天海式株式投資術』　2007年3月　主婦の友社　ISBN 4072553107
- 『eワラント完全マスター』　2008年4月　扶桑社　ISBN 4594056490
- 『ゴールド・ラッシュ　しっかり儲かる金の凄さ』　2008年9月　幻冬舎　ISBN 4344015665
- 『頂上(てっぺん)はこれから！この局所バブル株で大儲け』　2011年2月　幻冬舎　ISBN 4344019520